# 完顏宗秀
完顏宗秀（1116年—1157年），字實甫，本名撕里忽。金穆宗第五子完顏勗之子。
完顏宗秀涉獵經史，通契丹大小字。他亦善騎射，參與平定宗磐、宗雋之亂，授職定遠大將軍，授以宗磐世襲猛安的職位。
元顏宗弼再次攻取河南時，完顏宗秀與完顏亮俱赴軍前任由差使。宋將岳飛屯軍於亳、宿之間，宗秀率步騎三千扼守沖要，遂與諸軍逆擊打敗岳家軍。回師後，任用為太原尹，改任婆速路統軍使、但是宗秀不受。高麗遣使以士產獻，宗秀亦退卻。其後宗秀入朝為刑部尚書，改任禦史中丞，授職翰林學士。天德元年（1149年），轉任承旨，封為宿國公，賜玉帶。曆任平陽尹、昭義軍節度使，封為廣平郡王。正隆二年（1157年），完顏宗秀在任期間逝世，年四十二歲。同年，例降二品以上封爵，改贈金紫光祿大夫。

## 延伸阅读
[在维基数据编辑]
 《金史/卷66》，出自脱脱《遼史》